# Przecław
Przecław là một thị trấn thuộc huyện Mielecki, tỉnh Podkarpackie ở đông-nam Ba Lan. Thị trấn có diện tích 16 km². Đến ngày 1 tháng 1 năm 2011, dân số của thị trấn là 1621 người và mật độ 101 người/km².